# Katalin Thuróczy
Katalin Thuróczy (* 4. července 1948, Budapešť) je maďarská spisovatelka, dramatička a novinářka.

## Život
Po ukončení studií pracovala na nejrůznějších postech v několika budapešťských divadlech (Národní divadlo v Budapešti, Divadlo Józsefa Katony, Nové divadlo a Národní divadlo v Pécsi). Píše především divadelní hry nebo scénáře, ale i novely. Za své dílo získala mnoho cen a ocenění (1990 First European Drama Award, 1993 zvláštní cena v soutěži dramatů divadla Vígszínház, 1995 - Vilémova cena, 1996 Sundance Institute USA, 1996 First European Screenwriters Lab). Roku 1998 její hra Concerto Grosso vítězí v soutěži Nového divadla (Újszínház) v Budapešti. Z českého prostředí ji ovlivnil Bohumil Hrabal a jednu svou hru věnovala Járovi Cimrmanovi. Hrdinové jejích her jsou často odstrkovaní jedinci ze dna společnosti.

## Dílo

### Divadelní hry a filmové scénáře
- Dva metry rodné země - jednoaktovka
- Kdysi v Saint-Michel - jednoaktovka
- Klozet pro služebnictvo - jednoaktovka
- Mohács, aneb jak Uhry vzaly za své - burleska
- Cimrman - česká burleska
- Čtvrteční slavnosti
- Radostné léto lumíků
- Jedermann (Akárki) - jednoaktovka
- Zima naší naděje
- Finále
- Pouliční bál - komedie
- Concerto Grosso - jednoaktovka
- Pastorála
- Schody pro kočku - jednoaktovka
- Tlučhuba - jednoaktovka
- Dva Hunyadiové - jednoaktovka
- Aluminofestitron - jednoaktovka
- Halířová komedie
- Večeře bohů
- Goldoni - komedie
- Muž se vzlykajícím pozadím - filmový skeč
- Chudák Eduard - scénář k celovečernímu filmu
- Carlino - veselohra
- Krev - jednoaktovka
- Svatomartínská hra

A ještě mnoho dalších.

### Česky vyšlo
- Smrt V.I. (V.I. halála), překlad Ana Okrouhlá, Volvox Globátor, Praha, 2000, ISBN 80-7207-386-9
- Diagnóza: Divadlo, překlad András Halász a Ana Okrouhlá, Nakladatelství Větrné mlýny, 2003, ISBN 80-86151-68-9 - obsahuje hry: Dva metry rodné země, Jedermann, Klozet pro služebnictvo, Pastorála, Schody pro kočku, Valčík As dur, Čtvrteční slavnosti